# Lebanon (comté de Waupaca)
Pour les articles homonymes, voir Lebanon.
Lebanon est une ville du comté de Waupaca dans le Wisconsin.
Sa population était de 1 665 habitants en 2010.